# 露天矿生态公园
露天矿生态公园（又名：广东茂名矿山公园）位于广东省茂名市中心城区西北角，由原茂名露天矿采矿场改建而成，主体为中国第二大、华南地区最大的露天矿坑，规划面积约10.07平方公里，是粤西地区唯一的国家矿山公园，预计总投资超过10亿元，于2014年动工建设并免费向市民开放。

## 历史

### 前身
1958年8月，中国南方最大的露天矿山在茂名破土动工，1992年底油页岩停采后，原采矿场留下的巨大矿坑经雨水汇聚成矿坑湖，集雨面积达6.8平方公里。由于缺乏进水及泄水设施，再加上后期高岭土采选之后洗矿的酸水排放到湖中，导致湖水酸化，且周边水土流失严重。2011年，茂名市有关方面决定关停露天矿。2013年5月7日，茂名市政府召开了关于茂名市露天矿矿区管理与移交工作会议，会议决定对露天矿进行全面环境整治和生态修复。2013年12月31日，茂名市政府与茂名石化公司签订了移交协议，将南、北排土场及矿坑共20.31平方公里移交给茂名市政府。

### 建设
2014年初，以“引水、修路、种树、建馆”为思路的露天矿生态公园建设全面展开，具体内容包括：引鉴江水修筑近1亿立方大型（水库）人工湖、环湖及周边道路改造约23公里、逐年植树造林约6300亩、建设大型石油文化博物馆和引资约10亿元建设10万千瓦太阳能发电项目。
为改善水质，建设方通过建设引水渠引水入湖，由附近的高州水库灌渠引水1.6亿立方米，形成一个宽约1公里、长约6.8公里、水深处约90米、面积约6平方公里的大型湖泊，引水工程包括扩建800米公馆支渠、新建950米引水渠、新建1130米泄洪渠、筑填920米大坝、堆砌4万平方米人工沙滩浴场五部分内容，于2014年10月动工，2016年3月31日完成，将露天矿矿湖鉴江、小东江水系连成一体。矿区公园路网由一段主线和五段支线组成。主线连接露天采矿场以及南北排土场，各条支线是公园重要的观光道路，从2014年底起分三期实施建设，系市重点交通工程项目。目前，公园路网已建设里程25.22千米，公园外环道路已全线贯通。由于开采后的矿区到处是岩石，无法直接植树种草。为此，茂名市统筹资源，把城区公园湖水治理工程清淤挖出的大量塘泥运到露天矿区种树，并应用“能源矿迹地生态恢复技术”，两年投入数千万元，试种30多个树种后，最终成功找到马占相思、簕杜鹃等适宜栽种的树种，完成约8000亩、40余万株的复绿工程，树种成活率在85%以上。

### 发展
2016年1月，茂名开展露天矿生态公园树木认种认养认捐活动，动员社会各界力量参与露天矿生态修复工作。到2016年3月底止，活动已筹集资金502.2万元，共种植宫粉紫荆、风铃树、腊肠树、美丽异木棉、水杉等特色树种8000余棵。
2017年6月，露天矿生态公园的主体矿坑湖被命名为“好心湖”，以纪念茂名地方名人、“中国巾帼英雄第一人”冼夫人的“唯用一好心”精神。
2017年12月8日，露天矿生态公园（广东茂名矿山公园）被国土资源部授予第四批国家矿山公园资格。2017年12月16日，露天矿生态公园首次作为马拉松赛事举办地，举行首届茂名国际生态马拉松赛。
2018年4月12日，茂名市第十二届人大常委会第十五次会议通过了《茂名市露天矿生态公园保护管理条例》，以立法形式加强对生态公园的建设和保护管理。
2020年，入选“广东省自然教育基地”。

## 景观

### 好心湖
露天矿生态公园的主体矿坑湖，由一条大堤（好心堤）将湖分为东西两湖，面积约6.8平方公里，宽约1公里，长约6.8公里，水深处约90米。

### 小木屋
露天矿生态公园的地标建筑，建于好心湖北岸圆形小山坡上，由茂名市建筑集团有限公司捐建。小木屋建设灵感源于当年露天矿建设者所居住的露天草棚，引入德国原生态建筑元素，全木结构，整体面积达600多平方米。

### 茂名露天矿博物馆
茂名露天矿博物馆是园区内集展览、科普、藏品收集等多功能于一体的专题博物馆，由露天矿内的两栋旧厂房改建而成，博物馆工程占地面积60亩，建筑总面积9000多平方米，项目于2015年12月开工建设，2019年3月23日正式开放，是广东省内首家矿产遗址博物馆。其中，一楼历史陈列馆约2250平方米，主要通过露天矿建设生产过程中遗留下来的生产机械、工具和生活用品以及图片等珍贵历史资料，配合场景、模型、声光电等形式，全面展示和反映露天矿建设生产和茂名石化工业、茂名城市发展的历程；二楼石化科普馆约2250平方米，由茂名石化公司负责建设，通过现代化手段介绍石油的形成、分布、开采、提炼等基本知识；三楼为1500平方米多功能厅，可举办各类临时展览和中小型会议、讲座等活动。

## 公共交通
- 茂名公交：露天矿生态公园站（10路）